# Nedo Sonetti
Nedo Sonetti (Piombino, 25 febbraio 1941) è un ex calciatore e allenatore di calcio italiano.
In veste di allenatore ha ottenuto 5 promozioni in Serie A con Atalanta (1983-1984), Udinese (1988-1989), Ascoli (1990-1991), Lecce (1998-1999) e Brescia (1999-2000).

## Carriera

### Giocatore

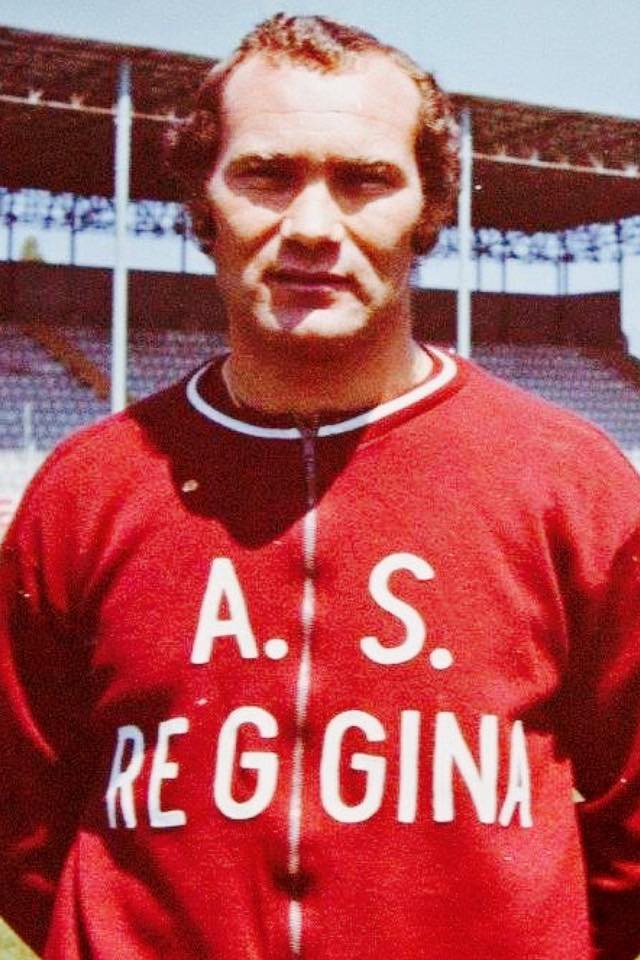
Sonetti alla Reggina tra gli anni 1960 e 1970

Come calciatore ha ricoperto il ruolo di stopper, giocando a discreti livelli tra la metà degli anni 1960 e l'inizio degli anni 1970.
Ha disputato campionati di Serie C con Spezia e Salernitana e cinque stagioni (dal 1967 al 1972) in Serie B (130 presenze e 3 reti complessive fra i cadetti) con la Reggina, formazione della quale è stato la bandiera per diversi anni e dove ha espresso il suo miglior calcio.

### Allenatore
Sonetti ha alle spalle una lunga carriera alla guida di varie squadre di Serie A e di Serie B. I maggiori successi li ha ottenuti con l'Atalanta, che ha condotto dapprima dalla Serie B alla Serie A e in seguito all'ottavo posto in massima serie nell'annata 1985-1986 e alla finale di Coppa Italia nella stagione successiva, allenandola per quattro stagioni. Dopo le promozioni con Udinese ed Ascoli, nel campionato 1994-1995 viene ingaggiato dal Torino, che conduce all'undicesimo posto, nonostante il club sia attanagliato da problemi societari.
Dalla fine degli anni novanta viene assunto spesso per risollevare squadre in gravi difficoltà di classifica: così è successo a Lecce, Ancona, Cagliari e Ascoli in Serie A. Sonetti salvò i sardi dalla retrocessione in Serie B nel 2005-2006. Fra le altre esperienze sono degne di nota quelle del 1998-1999 alla guida del Lecce e del 1999-2000 alla guida del Brescia, squadre con cui ottiene la quarta e la quinta promozione in Serie A della sua carriera, sempre con società non scudettate.
Dopo aver ricoperto il ruolo di commentatore televisivo per le reti Mediaset, nel novembre del 2006 viene chiamato a sostituire Attilio Tesser sulla panchina dell'Ascoli, risultando il tecnico più anziano della Serie A 2006-2007. 
Nella stagione successiva il presidente del Cagliari Massimo Cellino decide di chiamare Sonetti per la terza volta per raddrizzare le sorti della squadra sarda, precipitata al penultimo posto: il 13 novembre 2007 sostituisce così l'esonerato Marco Giampaolo. Poco più di un mese dopo, 19 dicembre, Sonetti si dimette per divergenze con la società, con la squadra scesa all'ultimo posto con un solo punto ottenuto nella sua gestione (0-0 contro il Livorno). Successivamente, nell'arco di 24 ore Sonetti si riappacifica con la dirigenza e torna ad allenare il Cagliari, ma la sconfitta per 5-1 contro la Fiorentina del 24 dicembre 2007 porta al suo licenziamento per giusta causa, fattispecie che comporta la cessazione dell'obbligo di pagare lo stipendio al tecnico.
Ritorna ad allenare il 25 settembre 2008, quando accetta l'incarico del Brescia per subentrare a Serse Cosmi, a otto anni dalla prima esperienza con i lombardi. Il 19 maggio 2009 viene esonerato dopo la sconfitta contro il Grosseto, nonostante la squadra sia quarta nel campionato cadetto.
Quasi un anno dopo, il 28 marzo 2010, è chiamato dal Vicenza per rimpiazzare Rolando Maran. Tre giornate dopo, avendo Sonetti raccolto solo due punti su nove, la società biancorossa fa marcia indietro e il 15 aprile esonera Sonetti richiamando Maran.
Il 22 settembre 2015 assume il ruolo di direttore tecnico del Pavia, incarico lasciato il 30 ottobre successivo.

## Statistiche

### Presenze e reti nei club[8]
| Stagione        | Squadra         | Campionato      | Campionato | Campionato |
| Stagione        | Squadra         | Comp            | Pres       | Reti       |
| --------------- | --------------- | --------------- | ---------- | ---------- |
| 1963-1964       | Piombino        | D               | 32         | 11         |
| 1964-1965       | Spezia          | D               | 28         | 0          |
| 1965-1966       | Spezia          | D               | 26         | 0          |
| 1966-1967       | Spezia          | C               | 33         | 0          |
| Totale Spezia   | Totale Spezia   | Totale Spezia   | 87         | 0          |
| 1967-1968       | Reggina         | B               | 27         | 1          |
| 1968-1969       | Reggina         | B               | 20         | 0          |
| 1969-1970       | Reggina         | B               | 23         | 0          |
| 1970-1971       | Reggina         | B               | 33         | 1          |
| 1971-1972       | Reggina         | B               | 28         | 1          |
| Totale Reggina  | Totale Reggina  | Totale Reggina  | 131        | 3          |
| 1972-1973       | Salernitana     | C               | 15         | 0          |
| Totale carriera | Totale carriera | Totale carriera | 265        | 14         |

### Statistiche da allenatore
In grassetto le competizioni vinte.
| Stagione              | Squadra               | Campionato            | Campionato | Campionato | Campionato | Campionato | Coppe nazionali | Coppe nazionali | Coppe nazionali | Coppe nazionali | Coppe nazionali | Coppe continentali | Coppe continentali | Coppe continentali | Coppe continentali | Coppe continentali | Altre coppe | Altre coppe | Altre coppe | Altre coppe | Altre coppe | Totale | Totale | Totale | Totale | % Vittorie | Piazzamento             |
| Stagione              | Squadra               | Comp                  | G          | V          | N          | P          | Comp            | G               | V               | N               | P               | Comp               | G                  | V                  | N                  | P                  | Comp        | G           | V           | N           | P           | G      | V      | N      | P      | %          | Piazzamento             |
| --------------------- | --------------------- | --------------------- | ---------- | ---------- | ---------- | ---------- | --------------- | --------------- | --------------- | --------------- | --------------- | ------------------ | ------------------ | ------------------ | ------------------ | ------------------ | ----------- | ----------- | ----------- | ----------- | ----------- | ------ | ------ | ------ | ------ | ---------- | ----------------------- |
| 1974-1975             | Viareggio             | D                     | 34         | 9          | 17         | 8          | CI-S+CI-D       | 4+?             | 1+?             | 0+?             | 3+?             | -                  | -                  | -                  | -                  | -                  | -           | -           | -           | -           | -           | 38     | 10     | 17     | 11     | 26,32      | 7º                      |
| 1975-1976             | Casertana             | C                     | 38         | 8          | 15         | 15         | CI-S            | ?               | ?               | ?               | ?               | -                  | -                  | -                  | -                  | -                  | -           | -           | -           | -           | -           | 38     | 8      | 15     | 15     | 21,05      | 18º (ret.)              |
| 1976-1977             | Spezia                | C                     | 38         | 11         | 20         | 7          | CI-S            | 4               | 1               | 1               | 2               | -                  | -                  | -                  | -                  | -                  | -           | -           | -           | -           | -           | 42     | 12     | 21     | 9      | 28,57      | 3º                      |
| 1977-1978             | Spezia                | C                     | 38         | 14         | 13         | 11         | CI-S            | ?               | ?               | ?               | ?               | -                  | -                  | -                  | -                  | -                  | -           | -           | -           | -           | -           | 38     | 14     | 13     | 11     | 36,84      | 7º                      |
| 1978-1979             | Spezia                | C1                    | 23         | 3          | 12         | 8          | CI-S            | 4               | 1               | 1               | 2               | -                  | -                  | -                  | -                  | -                  | -           | -           | -           | -           | -           | 27     | 4      | 13     | 10     | 14,81      | Eson.                   |
| Totale Spezia         | Totale Spezia         | Totale Spezia         | 99         | 28         | 45         | 26         |                 | 8               | 2               | 2               | 4               |                    | -                  | -                  | -                  | -                  |             | -           | -           | -           | -           | 107    | 30     | 47     | 30     | 28,04      |                         |
| 1979-1980             | Cosenza               | C2                    | 34         | 15         | 15         | 4          | CI-S            | 4               | 1               | 1               | 2               | -                  | -                  | -                  | -                  | -                  | -           | -           | -           | -           | -           | 38     | 16     | 16     | 6      | 42,11      | 1º (prom.)              |
| 1980-1981             | Sambenedettese        | C1                    | 34         | 14         | 16         | 4          | CI-S            | ?               | ?               | ?               | ?               | -                  | -                  | -                  | -                  | -                  | -           | -           | -           | -           | -           | 34     | 14     | 16     | 4      | 41,18      | 2º (prom.)              |
| 1981-1982             | Sambenedettese        | B                     | 38         | 11         | 16         | 11         | CI              | 4               | 0               | 3               | 1               | -                  | -                  | -                  | -                  | -                  | -           | -           | -           | -           | -           | 42     | 11     | 19     | 12     | 26,19      | 8º                      |
| 1982-1983             | Sambenedettese        | B                     | 38         | 10         | 17         | 11         | CI              | 5               | 1               | 3               | 1               | -                  | -                  | -                  | -                  | -                  | -           | -           | -           | -           | -           | 43     | 11     | 20     | 12     | 25,58      | 8º                      |
| Totale Sambenedettese | Totale Sambenedettese | Totale Sambenedettese | 110        | 35         | 49         | 26         |                 | 9               | 1               | 6               | 2               |                    | -                  | -                  | -                  | -                  |             | -           | -           | -           | -           | 119    | 36     | 55     | 28     | 30,25      |                         |
| 1983-1984             | Atalanta              | B                     | 38         | 16         | 17         | 5          | CI              | 5               | 1               | 2               | 2               | -                  | -                  | -                  | -                  | -                  | -           | -           | -           | -           | -           | 43     | 17     | 19     | 7      | 39,53      | 1º (prom.)              |
| 1984-1985             | Atalanta              | A                     | 30         | 5          | 18         | 7          | CI              | 5               | 1               | 4               | 0               | -                  | -                  | -                  | -                  | -                  | CM          | 6           | 2           | 3           | 1           | 41     | 8      | 25     | 8      | 19,51      | 10º                     |
| 1985-1986             | Atalanta              | A                     | 30         | 7          | 15         | 8          | CI              | 7               | 3               | 3               | 1               | -                  | -                  | -                  | -                  | -                  | TE          | 3           | 1           | 0           | 2           | 40     | 11     | 18     | 11     | 27,50      | 8º                      |
| 1986-1987             | Atalanta              | A                     | 30         | 7          | 7          | 16         | CI              | 13              | 5               | 6               | 2               | -                  | -                  | -                  | -                  | -                  | -           | -           | -           | -           | -           | 43     | 12     | 13     | 18     | 27,91      | 15º (ret.)              |
| Totale Atalanta       | Totale Atalanta       | Totale Atalanta       | 128        | 35         | 57         | 36         |                 | 30              | 10              | 15              | 5               |                    | -                  | -                  | -                  | -                  |             | 9           | 3           | 3           | 3           | 167    | 48     | 75     | 44     | 28,74      |                         |
| 1987-1988             | Udinese               | B                     | 24         | 8          | 12         | 4          | CI              | 0               | 0               | 0               | 0               | -                  | -                  | -                  | -                  | -                  | -           | -           | -           | -           | -           | 24     | 8      | 12     | 4      | 33,33      | Sub. 10º                |
| 1988-1989             | Udinese               | B                     | 38         | 13         | 19         | 6          | CI              | 8               | 3               | 1               | 4               | -                  | -                  | -                  | -                  | -                  | -           | -           | -           | -           | -           | 46     | 16     | 20     | 10     | 34,78      | 3º (prom.)              |
| Totale Udinese        | Totale Udinese        | Totale Udinese        | 62         | 21         | 31         | 10         |                 | 8               | 3               | 1               | 4               |                    | -                  | -                  | -                  | -                  |             | -           | -           | -           | -           | 70     | 24     | 32     | 14     | 34,29      |                         |
| 1989-1990             | Avellino              | B                     | 23         | 9          | 4          | 10         | CI              | 1               | 0               | 0               | 1               | -                  | -                  | -                  | -                  | -                  | -           | -           | -           | -           | -           | 24     | 9      | 4      | 11     | 37,50      | Eson.                   |
| 1990-1991             | Ascoli                | B                     | 38         | 13         | 16         | 9          | CI              | 1               | 0               | 0               | 1               | -                  | -                  | -                  | -                  | -                  | -           | -           | -           | -           | -           | 39     | 13     | 16     | 10     | 33,33      | Sub. 4º (prom.)         |
| 1991-1992             | Bologna               | B                     | 27         | 8          | 9          | 10         | CI              | 0               | 0               | 0               | 0               | -                  | -                  | -                  | -                  | -                  | -           | -           | -           | -           | -           | 27     | 8      | 9      | 10     | 29,63      | Sub. 13º                |
| lug.-nov. 1993        | Lecce                 | A                     | 11         | 1          | 2          | 8          | CI              | 2               | 1               | 0               | 1               | -                  | -                  | -                  | -                  | -                  | -           | -           | -           | -           | -           | 13     | 2      | 2      | 9      | 15,38      | Eson.                   |
| nov. 1993-1994        | Monza                 | B                     | 27         | 4          | 9          | 14         | CI              | 0               | 0               | 0               | 0               | -                  | -                  | -                  | -                  | -                  | -           | -           | -           | -           | -           | 27     | 4      | 9      | 14     | 14,81      | Sub. 20º (ret.)         |
| 1994-1995             | Torino                | A                     | 30         | 10         | 9          | 11         | CI              | 2               | 1               | 0               | 1               | -                  | -                  | -                  | -                  | -                  | -           | -           | -           | -           | -           | 32     | 11     | 9      | 12     | 34,38      | 11º                     |
| lug.-dic. 1995        | Torino                | A                     | 12         | 2          | 4          | 6          | CI              | 1               | 0               | 0               | 1               | -                  | -                  | -                  | -                  | -                  | -           | -           | -           | -           | -           | 13     | 2      | 4      | 7      | 15,38      | Eson.                   |
| Totale Torino         | Totale Torino         | Totale Torino         | 42         | 12         | 13         | 17         |                 | 3               | 1               | 0               | 2               |                    | -                  | -                  | -                  | -                  |             | -           | -           | -           | -           | 45     | 13     | 13     | 19     | 28,89      |                         |
| 1996-1997             | Cremonese             | B                     | 29         | 6          | 10         | 13         | CI              | 2               | 0               | 0               | 2               | -                  | -                  | -                  | -                  | -                  | -           | -           | -           | -           | -           | 31     | 6      | 10     | 15     | 19,35      | Sub. 20º (ret.)         |
| feb.-giu. 1998        | Lecce                 | A                     | 13         | 3          | 6          | 4          | CI              | 0               | 0               | 0               | 0               | -                  | -                  | -                  | -                  | -                  | -           | -           | -           | -           | -           | 13     | 3      | 6      | 4      | 23,08      | Sub. 17º (ret.)         |
| 1998-1999             | Lecce                 | B                     | 38         | 18         | 10         | 10         | CI              | 6               | 2               | 1               | 3               | -                  | -                  | -                  | -                  | -                  | -           | -           | -           | -           | -           | 44     | 20     | 11     | 13     | 45,45      | 3º (prom.)              |
| Totale Lecce          | Totale Lecce          | Totale Lecce          | 62         | 22         | 18         | 22         |                 | 8               | 3               | 1               | 4               |                    | -                  | -                  | -                  | -                  |             | -           | -           | -           | -           | 70     | 25     | 19     | 26     | 35,71      |                         |
| 1999-2000             | Brescia               | B                     | 38         | 16         | 15         | 7          | CI              | 6               | 3               | 1               | 2               | -                  | -                  | -                  | -                  | -                  | -           | -           | -           | -           | -           | 44     | 19     | 16     | 9      | 43,18      | 3º (prom.)              |
| 2000-2001             | Salernitana           | B                     | 14         | 3          | 5          | 6          | CI              | 0               | 0               | 0               | 0               | -                  | -                  | -                  | -                  | -                  | -           | -           | -           | -           | -           | 14     | 3      | 5      | 6      | 21,43      | Sub.,Eson., Sub., Eson. |
| 2001-2002             | Cagliari              | B                     | 21         | 8          | 10         | 3          | CI              | 0               | 0               | 0               | 0               | -                  | -                  | -                  | -                  | -                  | -           | -           | -           | -           | -           | 21     | 8      | 10     | 3      | 38,10      | Sub. 11º                |
| feb.-giu. 2003        | Palermo               | B                     | 16         | 7          | 7          | 2          | CI              | 0               | 0               | 0               | 0               | -                  | -                  | -                  | -                  | -                  | -           | -           | -           | -           | -           | 16     | 7      | 7      | 2      | 43,75      | Sub. 6º                 |
| ott. 2003-gen. 2004   | Ancona                | A                     | 14         | 0          | 4          | 10         | CI              | 0               | 0               | 0               | 0               | -                  | -                  | -                  | -                  | -                  | -           | -           | -           | -           | -           | 14     | 0      | 4      | 10     | &0,00      | Sub.,Eson.              |
| 2004-2005             | Catania               | B                     | 31         | 9          | 13         | 9          | CI              | 0               | 0               | 0               | 0               | -                  | -                  | -                  | -                  | -                  | -           | -           | -           | -           | -           | 31     | 9      | 13     | 9      | 29,03      | Sub. 12º                |
| 2005-2006             | Cagliari              | A                     | 27         | 8          | 10         | 9          | CI              | 2               | 0               | 1               | 1               | -                  | -                  | -                  | -                  | -                  | -           | -           | -           | -           | -           | 29     | 8      | 11     | 10     | 27,59      | Sub. 14º                |
| 2006-2007             | Ascoli                | A                     | 27         | 5          | 8          | 14         | CI              | 0               | 0               | 0               | 0               | -                  | -                  | -                  | -                  | -                  | -           | -           | -           | -           | -           | 27     | 5      | 8      | 14     | 18,52      | Sub. 19º (ret.)         |
| Totale Ascoli         | Totale Ascoli         | Totale Ascoli         | 65         | 18         | 24         | 23         |                 | 1               | 0               | 0               | 1               |                    | -                  | -                  | -                  | -                  |             | -           | -           | -           | -           | 66     | 18     | 24     | 24     | 27,27      |                         |
| nov.-dic. 2007        | Cagliari              | A                     | 6          | 0          | 1          | 5          | CI              | 1               | 1               | 0               | 0               | -                  | -                  | -                  | -                  | -                  | -           | -           | -           | -           | -           | 7      | 1      | 1      | 5      | 14,29      | Sub.,Eson.              |
| Totale Cagliari       | Totale Cagliari       | Totale Cagliari       | 54         | 16         | 21         | 17         |                 | 3               | 1               | 1               | 1               |                    | -                  | -                  | -                  | -                  |             | -           | -           | -           | -           | 57     | 17     | 22     | 18     | 29,82      |                         |
| 2008-2009             | Brescia               | B                     | 35         | 15         | 10         | 10         | CI              | 0               | 0               | 0               | 0               | -                  | -                  | -                  | -                  | -                  | -           | -           | -           | -           | -           | 35     | 15     | 15     | 10     | 42,86      | Sub.,Eson.              |
| Totale Brescia        | Totale Brescia        | Totale Brescia        | 73         | 31         | 25         | 17         |                 | 6               | 3               | 1               | 2               |                    | -                  | -                  | -                  | -                  |             | -           | -           | -           | -           | 79     | 34     | 26     | 19     | 43,04      |                         |
| apr. 2010             | Vicenza               | B                     | 3          | 0          | 2          | 1          | CI              | 0               | 0               | 0               | 0               | -                  | -                  | -                  | -                  | -                  | -           | -           | -           | -           | -           | 3      | 0      | 2      | 1      | &0,00      | Sub.,Eson.              |
| Totale carriera       | Totale carriera       | Totale carriera       | 985        | 296        | 393        | 296        |                 | 87              | 26              | 28              | 33              |                    | -                  | -                  | -                  | -                  |             | 9           | 3           | 3           | 3           | 1081   | 325    | 424    | 332    | 30,13      |                         |

## Palmarès

Sonetti portato in trionfo dai giocatori atalantini per la promozione in Serie A al termine del vittorioso campionato di Serie B 1983-1984

### Giocatore

#### Competizioni nazionali
- Campionato italiano Serie D: 1

Spezia: 1965-1966 (girone A)

### Allenatore

#### Competizioni nazionali
- Campionato italiano Serie C2: 1

Cosenza: 1979-1980 (girone D)
- Campionato italiano di Serie B: 1

Atalanta: 1983-1984